# 卡酥來砂鍋

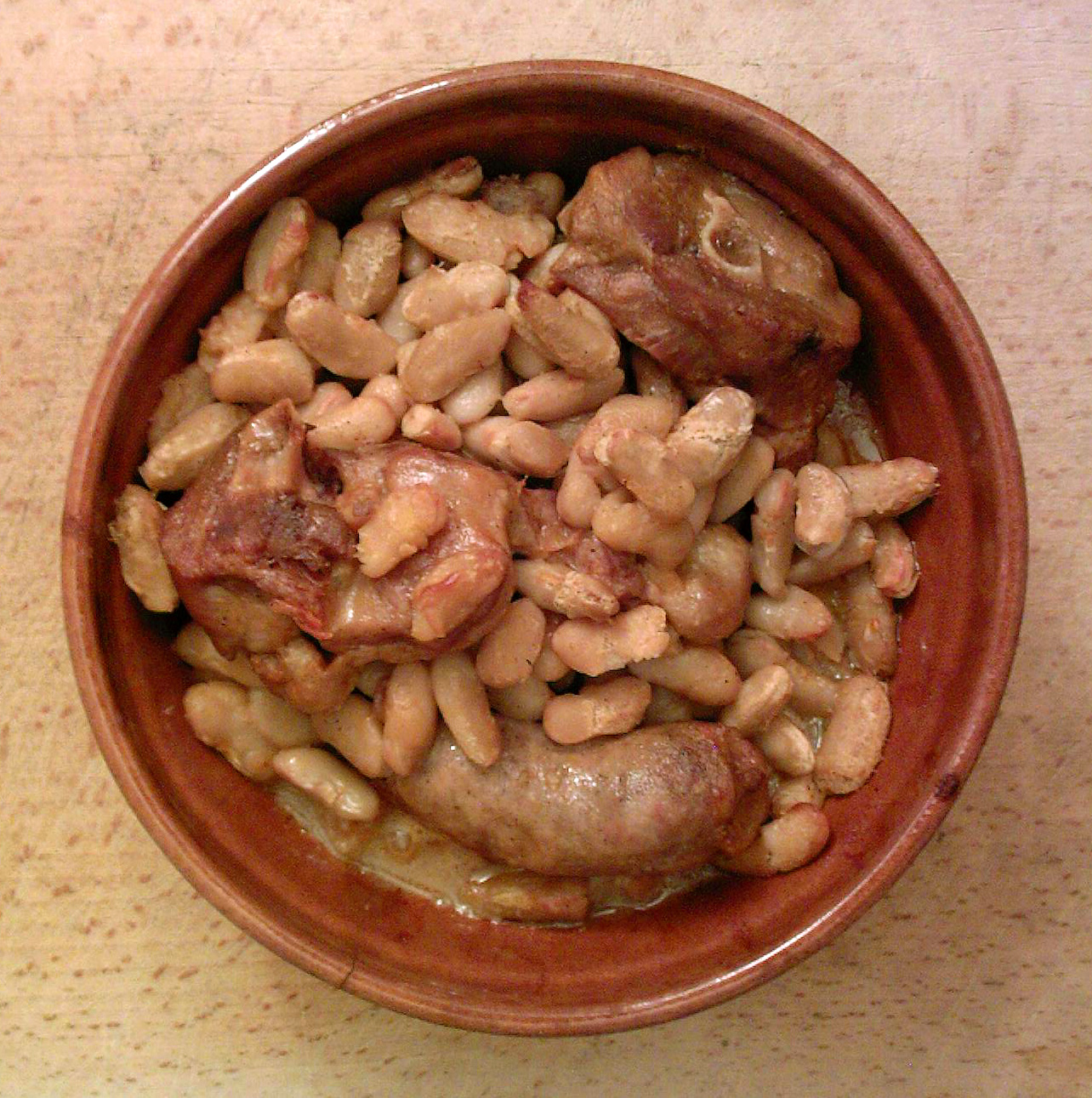
典型的卡酥來砂鍋

卡酥來砂鍋是英法百年戰爭時發明，為了慰勞前線的士兵。由卡酥來（Cassoulet）這種陶土製的食器熬煮而成，烹調的時間非常費時。
它的主要食材為法國白扁豆與肉並加上多種香料如百里香、歐芹、月桂葉等，肉可以是鵝肉、鴨肉、羊肉、豬肉、香腸或羔羊肉，整道菜要烹煮一整天再焗烤過才能完成。